# Claus Müller (matemático)
Claus Müller (Solingen, 20 de fevereiro de 1920 — Aachen, 6 de fevereiro de 2008) foi um matemático alemão.

## Publicações
- Zur mathematischen Theorie elektromagnetischer Schwingungen, Berlin 1950
- A new method for solving fredholm integral equations, New York 1955
- Electromagnetic radiation patterns and sources, New York 1956
- Grundprobleme der mathematischen Theorie elektromagnetischer Schwingungen, Springer, Grundlehren der mathematischen Wissenschaften, 1957, inglês Foundations of the mathematical theory of electromagnetic waves [Rev. and enl. transl. in cooperation with T. P. Higgins], Springer, Berlin 1969
- Höhere Mathematik, Aachen 1957
- Formelsammlung zu den Vorlesungen über Infinitesimalrechnung, lineare Algebra, Vektoranalysis und Differentialgleichungen, München 1957
- Lineare Algebra, analytische Geometrie und Grundbegriffe der Differentialgeometrie, Aachen 1959
- Lectures on the Problem of Space and Time in Einsteins's Theory of Gravitation, Fort Belvoir Defense Technical Information Center 1963, Kaiserslautern 1995
- Mathematische Charakterisierung und Bewertung electromagnetischer Senderanordnungen mit Peter Urban, Köln 1964
- Mathematische Probleme der modernen Wellenoptik (in Band mit Jean Dieudonné: Die Lieschen Gruppen in der modernen Mathematik), Köln, Opladen, Westdeutscher Verlag,  Arbeitsgemeinschaft für Forschung des Landes Nordrhein-Westfalen Bd. 133, 1964
- Spherical harmonics, Heidelberg 1966
- Formeln und Sätze zur höheren Mathematik', Aachen 1967
- Ein neuer Zugang zur Theorie der Besselfunktionen in mehreren Dimensionen, Helsinki 1968
- Symmetrie und Ornament : eine Analyse mathematischer Strukturen der darstellenden Kunst, Opladen 1985
- Analysis of spherical symmetries in Euclidean spaces, New York 1998
- Local Cauchy problems and the finite Laplace transform, Aachen 2000